# Гожулівська сільська рада
Гожулівська сільська рада — колишній орган місцевого самоврядування у Полтавському районі Полтавської області з центром у селі Гожули.

## Населені пункти
Сільраді були підпорядковані населені пункти:
- c. Гожули
- с. Біологічне
- с. Андріївка
- с. Зорівка